# Mochlus tanae
Mochlus tanae — вид сцинкоподібних ящірок родини сцинкових (Scincidae). Мешкає в Східній Африці.

## Поширення і екологія
Mochlus tanae мешкають в прибережних районах на півдні Сомалі (на південь від Могадішо), а також в Кенії, в гирлі річки Тана і в Танзанії, поблизу Ндунгу в горах Південні Паре. Вони живуть в прибережних і сухих саванах, на висоті до 600 м над рівнем моря. Віддають перевагу м'яким піщаним ґрунтам. Ведуть нічний спосіб життя. Живляться безхребетними. Відкладають яйця.